# Școala Reformată din Târgu Mureș
Școala Reformată (în maghiară Református Iskola) este o școală gimnazială reformată aparținând Liceului Vocațional Reformat din Târgu Mureș. Clădirea a fost construită pentru Liceul Reformat de Fete (în maghiară Református Leánygimnázium) și este monument istoric făcând parte din ansamblul urban „Str. Revoluției”.

## Istoric
Clădirea cu parter din strada Revoluției (pe atunci Szentgyörgy utca) a fost construită în 1775 împreună cu casa parohială reformată (strada Revoluției, nr. 8). Educația s-a desfășurat până în 1848, iar după pauză de 19 ani a repornit în 1867. O parte din Liceul Reformat de Fete a devenit în 1908 o instituție independentă de stat sub numele de Felsőtagozatos Leányiskola. Pentru noul liceu între 1912-1913 a fost construită după planurile arhitectului Sándor Radó o nouă clădire. Până 1948, când s-au naționalizat instituțile de educație aflate în proprietatea cultelor religioase din România, în clădirea din strada Revoluției funcționa o școală reformată cu patru clase. 
În timpul comunismului funcționa ca sediul diferitelor instituții, pentru o perioadă de timp găzduia Ansamblul Artistic Mureșul. Clădirea a fost retrocedată bisericii reformate în anul 1999, din 2013 găzduiește clasele primare și gimnaziale ale Liceului Vocațional Reformat.